# اجریم
اجریم (به لاتین: Ajrim) یک منطقهٔ مسکونی در افغانستان است.